# Frances Dade
Pour l’article homonyme, voir Dade.
Frances Dade née 'Frances Pemberton Dade', (14 février 1910 - 21 janvier 1968), est une actrice  américaine du cinéma et une comédienne de la fin des années 1920 et du début des années 1930,.

## Biographie
Elle est élevée à Philadelphie  en Pennsylvanie par son père Francis Cadwallader Dade, Jr et par sa mère Frances Rawle Martin, une nièce du général John Clifford Pemberton, officier durant la guerre civile américaine. Frances Dade déménage, pour faire carrière, à Hollywood en Californie à la fin des années 1920. 
« La jolie blonde » aux yeux bleus de 16 ans se fait remarquer par Samuel Goldwyn et par Howard Hawks à Los Angeles, lors de la tournée de la comédie musicale Les hommes préfèrent les blondes dans laquelle elle incarne sur scène, le rôle de Lorelei Lee  à la perfection, performance qui lui vaut comme surnom, le nom de l’héroïne du roman. Elle est pré-sélectionnée pour être le modèle apparaissant sur la pièce de monnaie de 1 dollar "Peace Dollar" mais elle ne semble pas avoir été retenue, le profil étant celui de Teresa de Francisci.  En 1927, Howard Hawks lui offre un rôle dans Cradle Snatchers mais blessée dans un accident de voiture alors qu'elle se rend à la toute première prise du film, elle doit passée plusieurs mois de convalescence et est remplacée au pied levé. 
Une fois Free lance, en 1928, elle signe avec Samuel Goldwyn qui la fait jouer dans son premier film, The Constant Nymph malheureusement non crédité, aux côtés de stars comme Dorothy Boyd et Mabel Poulton. Elle apparaît ensuite dans Grumpy pour la Paramount Pictures, "Raffles" en 1930 et "Seed" en 1931. 
La même année, elle est retenue pour son plus grand rôle de sa carrière Lucy Weston dans Dracula avec les stars Béla Lugosi et Helen Chandler. La scène où elle s'abandonne dans les bras de Dracula prêt à lui mordre le cou est devenue mythique parmi les cinéphiles du genre. Cataloguée comme « la plus mémorable des victimes de Dracula », elle est au sommet de sa carrière, couronnée par sa sélection dans la promotion des  Baby Stars de la WAMPAS de 1931, avec Marian Marsh, Karen Morley et Marion Shilling.
En 1931, elle joue six films dont 3 dans des films d'horreur. En 1932, elle n’apparaît que dans un seul film 
Big Town, et est sur scène à Broadway, dans la comédie Collision. Elle se retire de l’industrie du Cinéma et épouse Brock Van Avery, un riche mondain, le 28 juillet de la même année. Elle revient vivre à Philadelphie et devient infirmière. Cousine de l'athlète Hobey Baker, Frances Pemberton Van Every décède d'un cancer en 1968, à l'âge de 57 ans, et est incinérée à Rose Hill Cimetery, à Linden dans le New Jersey.

## Filmographie[1]

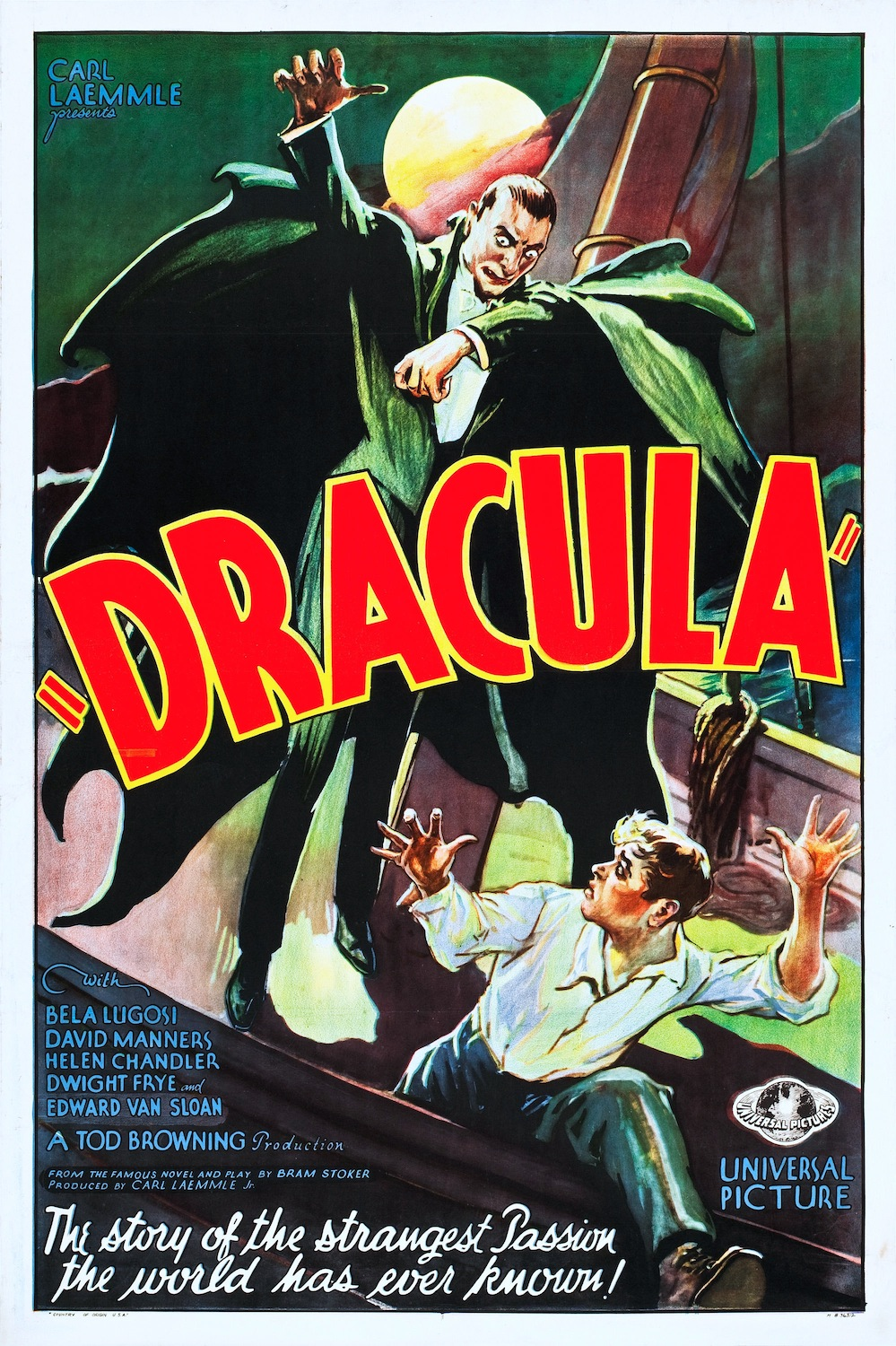
Lobby card from Dracula (1931)

- 1928 :   The Constant Nymph, (non crédité), réalisé par Adrian Brunel
- 1930 :   He Knew Women  réalisé par  Frederick Hugh Herbert : Monica Grey
- 1930 :   Raffles réalisé par George Fitzmaurice : Ethel Crowley
- 1930 :   Grumpy réalisé par George Cukor et Cyril Gardner : Virginia Bullivant
- 1930 :   The Devil to Pay! , (non crédité), réalisé par George Fitzmaurice
- 1931 :   Dracula réalisé par Tod Browning : Lucy Weston
- 1931 :   The She-Wolf réalisé par James Flood : Faire Breen
- 1931 :   Seed réalisé par John M. Stahl : Nancy
- 1931 :   Pleasure (en) réalisé par Otto Brower : Joan Channing
- 1931 :   Daughter of the Dragon réalisé par Lloyd Corrigan : Joan Marshall
- 1931 :   La Loi du ranch de Phil Rosen : Ruth Warren
- 1932 :   Scandal for Sale réalisé par Russell Mack : Manicurist
- 1932 :   Big Town réalisé par Arthur Hoerl : Patricia Holman
- 1933 :   The Phantom Thunderbolt, (non crédité), réalisé par Alan James